# Comunità montana Alta Valtellina
La Comunità montana Alta Valtellina si trova in Provincia di Sondrio (Lombardia). Il capoluogo è Bormio.
È costituita da 6 comuni:
- Bormio
- Livigno
- Sondalo
- Valdidentro
- Valdisotto
- Valfurva